# 아크산맥숲쥐
아크산맥숲쥐(Hylomyscus arcimontensis)는 쥐과에 속하는 설치류의 일종이다. 아프리카와 동유럽에 분포한다.

## 특징
작은 설치류로 꼬리 길이 100~172mm를 제외하고, 몸길이가 71~120mm이다. 발 길이는 19.5~22mm, 귀 길이는 8~21mm, 몸무게는 최대 42g이다. 털은 짧고 부드러우며 섬세하다. 등 쪽은 짙은 갈색이고, 옆구리 쪽으로 갈수록 밝아지지만 배 쪽은 회색과 희끄무레한 색을 띤다. 주둥이와 눈 주위는 갈색과 검은색을 띤다. 귀는 갈색과 회색이다. 다리 등 쪽은 밝은 갈색인 반면에 발가락은 희끄무레한 색이다. 꼬리 길이가 몸길이보다 길고, 균일한 갈색과 회색을 띠며 작은 털이 덮여 있고 꼬리 끝으로 갈수록 생생한 색을 띤다.

## 생태
나무 위에서 주로 생활하는 수상성 동물이다.

## 분포 및 서식지
탄자니아 북부와 남동부, 말라위 북부의 산악 지대에 널리 분포한다. 동아크산맥 전역에서 발견된다. 해발 900~2,400m의 산악 숲에서 서식한다.